# Mount Hartigan
Mount Hartigan ist ein ausladender, hauptsächlich verschneiter Schildvulkan mit einigen individuell benannten Nebengipfeln im Marie-Byrd-Land.
Der Berg entstand vor ungefähr 6 bis 8,5 Mio. Jahren. Er ragt 2815 m hoch unmittelbar nördlich des Mount Sidley in der Executive Committee Range auf.
Wissenschaftler der United States Antarctic Service Expedition (1939–1941) entdeckten ihn bei einem Überflug am 15. Dezember 1940. Namensgeber ist Konteradmiral Charles Conway Hartigan (1882–1942) von der United States Navy, Mitglied des Exekutivkomitees des United States Antarctic Service.